# Função exponencial natural

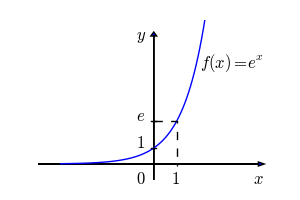
A função exponencial natural

A função exponencial natural, denotada ex ou exp(x) é a função exponencial cuja base é o número de Euler (um número irracional que vale aproximadamente 2,718281828). A exponencial natural é caracterizada por ser idêntica à sua própria derivada. 
A função exponencial natural surge na teoria das equações diferenciais na modelagem de grandezas que variam de forma proporcional a si mesmas aparecendo em problemas em física, química, engenharia, biologia matemática e economia.
O gráfico de y = ex é uma curva de inclinação positiva e crescente. O gráfico está totalmente acima do eixo das abcissas e cresce mais rápido à medida que x aumenta. O eixo x é uma assíntota horizontal pois a curva se aproxima arbitrariamente de zero quando x é negativo. A declividade da reta tangente é sempre igual à coordenada y no ponto de tangência. A função inversa é o logaritmo natural ln(x), em função disso, alguns textos antigos se referem à função exponencial natural como antilogaritmo.
Em geral, a variável x pode ser qualquer número real ou complexo. A função exponencial natural pode ser generalizada na função exponencial matricial ou, mesmo, para objetos matemáticos completamente distintos, ver, por exemplo, teorema espectral.
No estudo da análise matemática, a função exponencial natural em conjunto com o logaritmo natural pode ser usada para definir a função exponencial y=ax como y=eln(a)x onde a>0 e a≠1.

## Definição formal

The exponential function (in blue), and the sum of the first n + 1 terms of the power series on the left (in red).

A função exponencial natural ex pode ser formalmente caracterizada de diversas maneiras distintas, porém equivalentes. Em particicular, podemos defini-la pela seguinte série de potências:
{\displaystyle e^{x}=\sum _{n=0}^{\infty }{x^{n} \over n!}=1+x+{x^{2} \over 2!}+{x^{3} \over 3!}+{x^{4} \over 4!}+\cdots }
Aqui, n! indica o fatorial de n,  isto é, o produto de todos os números naturais inferiores ou iguais a n.
A mesma expressão pode ser obtida a partir da expansão em série de Taylor da exponencial quando se usa uma definição alternativa.
Menos frequentemente a função, y=ex é definida como a solução da seguinte equação integral:
{\displaystyle x=\int _{1}^{y}{dt \over t}}
Ou ainda como o seguinte limite:
{\displaystyle e^{x}=\lim _{n\rightarrow \infty }\left(1+{\frac {x}{n}}\right)^{n}}
A função exponencial natural pode também ser definida como a única função diferenciável y=f(x) que satifaz o seguinte problema de valor inicial:
{\displaystyle {\begin{array}{l}f'(x)=f(x)\\f(0)=1\end{array}}}
Finalmente, a função exponencial natural é a única função contínua y=f(x) que satisfaz:
{\displaystyle {\begin{array}{l}f(x+y)=f(x)f(y)\\f(1)=e\end{array}}}

## Propriedades
A exponencial natual satisfaz as seguinte propriedades:
- A função y = ex é contínua e diferenciável para todo x.
- A derivada da função y = ex é a própria função y = ex.
- A função y = ex é positiva e crescente para todo número real x.
- ex+y = ex ey
- A curva y = ex jamais toca o eixo x, embora se aproxime de zero para valores negativos de x, isto é:

{\displaystyle \lim _{x\to -\infty }e^{x}=0}
- Os valores de y=ex crescem ilimitadamente, isto é:

{\displaystyle \lim _{x\to +\infty }e^{x}=+\infty }
- A função y=ex cresce mais rápido que qualquer potência, isto é, para todo n natural, temos:

{\displaystyle \lim _{x\to -\infty }x^{n}e^{x}=0.}
Usando o logaritmo natural, pode-se definir funções exponenciais mais genéricas, como abaixo:
{\displaystyle a^{x}=e^{\ln(a)x},\quad a>0~~a\neq 1.}

## Função exponencial e equações diferenciais
A maior importância das funções exponenciais nos campos das ciências é o fato de que essas funções são múltiplas de suas próprias derivadas:
{\displaystyle {d \over dx}e^{\lambda x}=\lambda e^{\lambda x}}
Se a taxa de crescimento ou de decaimento de uma variável é proporcional ao seu tamanho, como é o caso de um crescimento populacional ilimitado, juros continuamente computados ou decaimento radiativo, então a variável pode ser escrita como uma função exponencial do tempo.
A função exponencial então resolve a equação diferencial básica
{\displaystyle {dy \over dx}=y}
e é por essa razão comumente encontrada em equações diferenciais. Em particular a solução de equações diferenciais ordinárias pode freqüentemente ser escrita em termos de funções exponenciais, ver Equação diferencial linear.

## Função exponencial no plano complexo
A série de potências que define o exponencial natural dada por
{\displaystyle e^{z}=\sum _{n=0}^{\infty }{z^{n} \over n!}}
converge absolutamente para todo número complexo z e converge uniformemente em cada subconjunto limitado do plano complexo. A função exponencial natural está definida em todo plano e satisfaz as seguintes propriedades:
1. {\displaystyle e^{z+w}=e^{z}e^{w}}
2. {\displaystyle e^{0}=1}
3. {\displaystyle e^{z}\neq 0}
4. {\displaystyle {d \over dz}e^{z}=e^{z}}
5. A restrição de ez à reta real coincide com a função exponencial natural real.
6. A função exponencial no plano complexo é uma função holomórfica que é periódica com o período imaginário {\displaystyle 2\pi i}.
7. Se t é um número real, então, {\displaystyle e^{it}=\cos(t)+i\mathrm {sen} (t)} (relação de Euler)
8. Para todo número complexo z, existe w tal que ew = z.

Através destas propriedades, obtém-se que
{\displaystyle e^{a+bi}=e^{a}(\cos b+i\mathrm {sen} \,b)}
onde a e b são valores reais. Essa fórmula conecta a função exponencial com as funções trigonométricas, e essa é a razão que estendendo o logaritmo natural a argumentos complexos resultam na função multivalente ln(z). Nós podemos definir como uma exponenciação mais geral: {\displaystyle z^{w}=e^{w\ln z}}
para todos os números complexos z e w. Essa exponencial é também uma função multivalente. As leis exponenciais mencionadas acima permanecem verdade se interpretadas propriamente como afirmações sobre funções multivalentes.

## Função exponencial para matrizes e álgebras de Banach
A definição de função exponencial exp dada acima pode ser usada palavra por palavra para cada álgebra de Banach, e em particular para matrizes quadradas. Neste caso temos
{\displaystyle e^{x+y}=e^{x}e^{y}}
se {\displaystyle xy=yx} (deveríamos adicionar a fórmula geral envolvendo comutadores aqui)
{\displaystyle e^{0}=1}
ex é invertível com inverso e-x
a derivada da exp no ponto x é aquela descrição linear que transforma u em u·ex.
No contexto das álgebras de Banach não comutativas, como as álgebras de matrizes ou operadores no espaço de Banach ou de Hilbert, a função exponencial é freqüentemente considerada como uma função de um argumento real:
{\displaystyle f(t)=e^{tA}}
onde {\displaystyle A} é um elemento fixo da álgebra e {\displaystyle t} é qualquer número real. Essa função tem importantes propriedades:
{\displaystyle f(s+t)=f(s)f(t)}
{\displaystyle f(0)=1}
{\displaystyle f'(t)=Af(t)}

## Mapa exponencial nas álgebras de Lie
O "mapa exponencial" que passa uma álgebra de Lie a um grupo de Lie compartilha as propriedades acima, o que explica a terminologia. De fato, desde que R é uma álgebra de Lie de um grupo de Lie de todos os números positivos reais com multiplicação, a função exponencial para argumentos reais é um caso especial da situação da álgebra de Lie. Similarmente, desde que a álgebra de Lie M (n, R) de todas as matrizes reais quadradas pertence ao grupo de Lie de todas as matrizes quadradas invertíveis, a função para matrizes quadradas é um caso especial do mapa exponencial da álgebra de Lie.